# Pachystruthio dmanisensis
A Pachystruthio dmanisensis korábban Struthio dmanisensis a madarak (Aves) osztályának struccalakúak (Struthioniformes) rendjébe, ezen belül a struccfélék (Struthionidae) családjába tartozó fosszilis faj.

## Előfordulása
A Pachystruthio dmanisensis maradványait a Krím-félszigeten fedezték fel. Először azt hitték, hogy egy óriási struccfajról van szó, emiatt hamarább Struthio dmanisensis nevezték el; de a későbbi kutatások egy más madárnemre utaltak. Ez a struccszerű élőlény, Nyikita Szelenkov orosz paleontológus szerint, körülbelül 2-1,2 millió évvel élt ezelőtt Európa területén. Mivel már igen régen kihalt, ez a madár nem találkozott a modern emberrel (Homo sapiens), azonban annak egyik őse, az úgynevezett Homo erectus vadászhatott rá.

## Megjelenése
Az Orosz Tudományos Akadémia kutatói szerint ennek a madárnak a testtömege elérhette a 450 kilogrammot, a magasság pedig a 3,5 métert.